# Estat Shan (Sud)
Estat Shan (Sud) oficialment Shan State (South) és una divisió de l'estat Shan de Birmània que correspon a grans trets a la divisió dels Estats Shan Meridionals sota els britànics. La ciutat principal és Taunggyi que és capital també de l'estat Shan. Està dividida en diversos townships.
Vegeu: Estat Shan i Estats Shan Meridionals